# 瑞金市
瑞金市（ずいきん-し）は中華人民共和国江西省贛州市に位置する県級市。

## 地理
武夷山脈の南麓にある盆地。江西省と福建省の省境に近い。近隣の都市としては、約110キロ西に贛州市が位置している。主な河川は綿水（贛江の源流である貢水の、上流部での名称）。

## 歴史
唐末に金の採掘所があったことが、地名の起源だと考えられる。南唐の時代に県がおかれた。瑞金は中国共産党の歴史と深く結びついており、1920年代末よりこの地を中央根拠地として勢力を伸ばし、1931年に中華ソビエト共和国の建国を宣言した。しかし、中国国民党の激しい攻撃を受けると、この地を放棄して1934年より長征を行った。
2015年に「現代中国のゆりかご」として中国の5A級観光地に認定された。2017年に紅色旅遊地は市内の貢水源・日東湖、丹霞地形の羅漢岩、渡り鳥の生息地の陳石湖などと共に「瑞金風景名勝区」として中華人民共和国国家級風景名勝区に認定された。

## 行政区画
- 鎮:象湖鎮、瑞林鎮、壬田鎮、九堡鎮、沙洲壩鎮、謝坊鎮、武陽鎮、葉坪鎮
- 郷:丁陂郷、大柏地郷、崗面郷、日東郷、万田郷、黄柏郷、雲石山郷、沢覃郷、抜英郷

## 交通

### 鉄道
- 中国鉄路総公司
  - 贛瑞竜線
    - 瑞金駅

### 道路
- 高速道路
  - 済広高速道路
  - 厦蓉高速道路
- 国道
  - G206国道
  - G319国道
  - G323国道